# マツムラソウ
マツムラソウ（松村草、学名：Titanotrichum oldhamii ）はイワタバコ科マツムラソウ属の常緑の多年草。1属1種からなる。
従来の新エングラー体系ではイワタバコ科はシソ目に、クロンキスト体系ではゴマノハグサ目に含められていた。新しいAPG植物分類体系ではシソ目に含める。

## 特徴
茎は直立し、高さは15-70cmになる。葉は対生し、葉身は長さ5-20cm、幅2-8cmになるゆがんだ卵形または長楕円形で、長さ0.5-5cmになる葉柄があり、先端はとがり、縁に不規則な低い鋸歯がある。葉は、下部のものは小さく、中部で大きく、上部のものは小さくなり、対生する葉は左右で大きさが著しく異なる。植物体全体に白色の剛毛がある。
花期は7-10月。茎先に長さ10-50cmになる総状花序をつけ、多数の黄色の花を一方向きにつける。また、花序の上部は不稔花となって穂状につき、葉腋からでる花序は無性芽状の小体が穂状につき、下垂させることがある。花の基部に苞があり、披針形で先は鋭くとがる。萼は緑色で、5深裂し、各裂片は長さ7-12mmになる披針形で、細く先が鋭くとがる。花冠は長さ3.5cm、幅1.2cmの筒型で、基部はややくびれて細まり、先は唇形で5裂し、外面に縦のすじが入り腺毛があり、花喉部に赤褐色の斑がある。雄蕊は4個あり、2個ずつ長さが異なる。雌蕊は軟毛が密生し、花柱は糸状で花冠より短い。果実は卵形の蒴果で、長さ6-8mm、幅5mmになり、毛が散生する。種子は多数あり、ごく小さく、楕円形になり両端に付属体がつく。

## 分布と生育環境等
日本では、西表島と石垣島に分布し、常緑広葉樹林中の川沿いの水がしたたり落ちるような湿った崖面にまれに生育する。自生地は、西表島の3河川で数か所、石垣島では1か所知られているが、各地とも個体数が極めて少ない。減少の要因として、園芸用の採集があげられるが、そもそも自生する場所と個体数が少ない。
世界では、中国大陸南部、台湾に分布する。

## 和名の由来
和名は、植物学者で、東京大学小石川植物園の初代園長を務めた松村任三を記念してつけられた。

## 保全状況評価
絶滅危惧IA類 (CR)（環境省レッドリスト）
（2012年レッドリスト）

2000年レッドデータブックでは絶滅危惧II類(VU)。

## ギャラリー
- 花冠に縦のすじが入り、腺毛がある。
- 対生する葉の大きさは非対称となる。

## マツムラソウ属
マツムラソウ属（マツムラソウぞく、学名：Titanotrichum Solereder、和名漢字表記：松村草属）はイワタバコ科の属の一つ。花は総状花序に並び、不稔花または無性芽状の小体が穂状につく。果実は蒴果で、中の種子の両端に付属体がある。本属にはマツムラソウ1種のみが知られている。